# Grammoptera matsudai
Grammoptera matsudai là một loài bọ cánh cứng trong họ Cerambycidae.